# ربيع المدخلي
ربيع بن هادي المَدْخَلي (1351 - 1447 هـ / 1933 - 2025 م) هو عالم مسلم سعودي من أهل السنة والجماعة، ومن علماء السلفية وإليه يُنسب التيار المدخلي، برزت اهتمامات المدخلي بعلم الحديث والعقيدة والدعوة إلى انتهاج مسيرة السلف والابتعاد عن البدع.

## ولادته وتحصيله
وُلد ربيع بن هادي بن محمد عُمير المَدْخَلي في قرية الجرادية الصغيرة التي تبعد 3 كيلومترات عن صامطة في منطقة جازان السعودية، في آخر سنة 1351هـ/ 1933م، وقد توفي والده بعد ولادته بسنة ونصف فنشأ يتيمًا في حجر أمِّه.
تلقَّى تعليمه في المعهد العلمي بمدينة صامطة، وأتمَّ دراسته فيه عام 1380هـ/ 1961م. ثم التحق بكلية الشريعة بالرياض، ولم تزد دراسته فيها على شهرين، إذ فُتحت الجامعة الإسلامية بالمدينة النبوية فانتقل إليها والتحق بكلية الشريعة فيها، وحصل منها على الإجازة (بكالوريوس) عام 1384هـ/ 1964م بتقدير ممتاز.
ثم تابع دراسته العليا في جامعة الملك عبد العزيز فرع مكة، فحصل على شهادة (ماجستير) في الحديث عن رسالته «بين الإمامين مسلم والدارقطني» عام 1397هـ. وعلى (دكتوراه) عن أطروحته «تحقيق كتاب النكت على ابن الصلاح للحافظ ابن حجر العسقلاني» عام 1400هـ.
عمل مدرِّسًا في الجامعة الإسلامية، ورأسَ قسم السنَّة بالدراسات العليا فيها.

## مشايخه

### في المعهد العلمي بصامطة[3]
1. حافظ بن أحمد الحكمي
2. محمد بن أحمد الحكمي
3. أحمد بن يحيى النجمي.
4. محمد أمان الجامي.
5. محمد صغير خميسي.

### في الجامعة الإسلامية بالمدينة[3]
1. عبد العزيز بن عبد الله باز
2. محمد ناصر الدين الألباني
3. عبد المحسن العباد
4. محمد أمين الشنقيطي
5. صالح العراقي
6. عبد الغفار حسن الهندي.

## مؤلفاته وآثاره

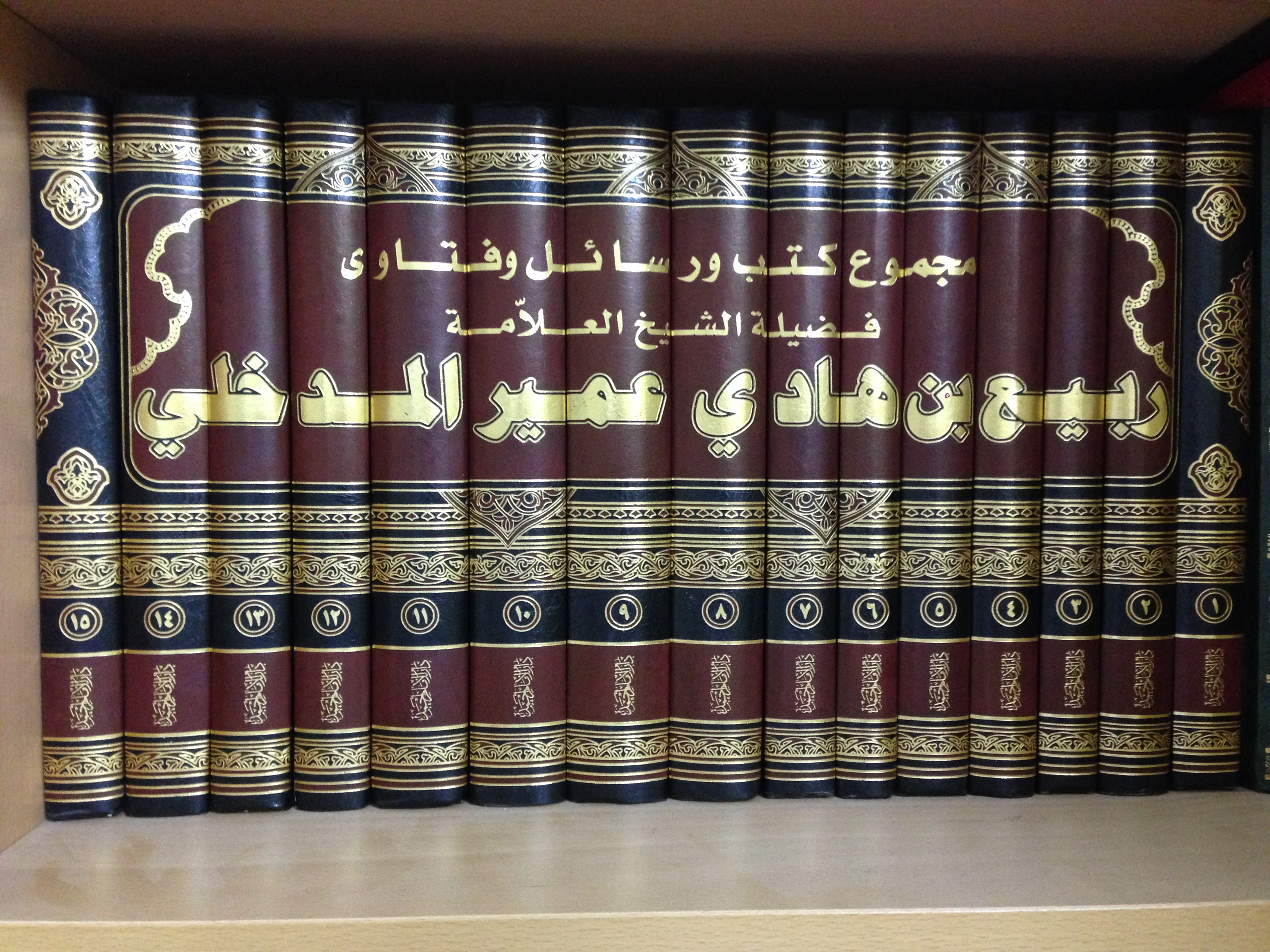
مجموع كتب ورسائل وفتاوى ربيع المدخلي

### في الحديث النبوي
- بين الإمامين مسلم والدارقطني، وهو رسالة الماجستير.
- النكت على كتاب ابن الصلاح، في جزأين، وهو رسالة الدكتوراه.
- تحقيق كتاب المدخل إلى الصحيح للحاكم، طبع الجزء الأول منه.
- تقسيم الحديث إلى صحيح وحسن وضعيف بين واقع المحدثين ومغالطات المتعصبين، ردٌّ على عبد الفتاح أبو غدة ومحمد عوَّامة.
- منهج الإمام مسلم في ترتيب صحيحه.
- مذكرة في الحديث النبوي.

### في العقيدة الإسلامية
- تحقيق كتاب التوسل والوسيلة، للإمام ابن تيمية.
- منهج الأنبياء في الدعوة إلى الله فيه الحكمة والعقل.
- براءة الصحابة الأخيار من التبرُّك بالأماكن والآثار.

### في الفرق والجماعات
- منهج أهل السنَّة في نقد الرجال والكتب والطوائف.
- كشف موقف الغزالي من السنَّة وأهلها.
- مكانة أهل الحديث.

### في الردود
- أهل الحديث هم الطائفة المنصورة الناجية، حوار مع سلمان العودة.
- أضواء إسلامية على عقيدة سيد قطب وفكره.
- مطاعن سيد قطب في أصحاب رسول الله ﷺ.
- العواصم ممَّا في كتب سيد قطب من القواصم.
- الحد الفاصل بين الحق والباطل، حوار مع بكر أبو زيد.
- مجازفات الحدَّاد.
- المَحَجَّة البيضاء في حماية السنَّة الغرَّاء.
- جماعة واحدة لا جماعات وصراط واحد لا عشرات، حوار مع عبد الرحمن عبد الخالق.
- النصر العزيز على الردِّ الوجيز.
- التعصُّب الذميم وآثاره، عُني به سالم العَجْمي.
- بيان فساد المِعيار، حوار مع حزبيّ متستِّر.
- التنكيل بما في توضيح المليباري من الأباطيل.
- دحض أباطيل موسى الدويش.
- إزهاق أباطيل عبد اللطيف باشميل.
- انقضاض الشهب السلفية على أوكار عدنان الخلفية.

### أخرى
- النصيحة هي المسؤولية المشتركة في العمل الدعوي، (طبع ضمن مجلة التوعية الإسلامية).
- الكتاب والسنَّة أثرهما ومكانتهما والضرورة إليهما في إقامة التعليم في مدارسنا، (ضمن مجلة الجامعة الإسلامية العدد السادس عشر).
- صدُّ عدوان الملحدين وحكم الاستعانة بغير المسلمين.[3]

## انتقاده
أُخذ على الشيخ ربيع المدخلي شدَّته على مخالفيه، ويصف معارضوه بعض فتاواه بأنها تدعو إلى الإقصاء والعنف تجاه بعض الأطراف، ولا سيَّما رسائله وفتاواه إلى أتباعه في ليبيا والجزائر.
وقد ذكر معارضوه عدة انتقادات منهجية، منها: الغلطة في الخطاب، وسوء الظن بالمخالفين، وتضخيم الأخطاء كمًا وكيفًا.
وعبَّرت رابطة أئمَّة وعلماء دول الساحل الإفريقي عن اعتراضها على فتاوى الشيخ التي تدعو إلى تغليب طرف على أطراف في ليبيا، مما يُفضي إلى مزيد من عدم الاستقرار في هذا البلد الذي يعيش حالة من الحرب الأهلية. وحذَّرت من خطر ما تدعو إليه بيانات زعيم التيار السلفي في السعودية والعالم الإسلامي، ربيع بن هادي المدخلي. وطالبت الرابطة التي تضم سبع دول أعضاء (هي الجزائر وليبيا وتشاد والنيجر ومالي وموريتانيا ونيجيريا وبوركينافاسو) السعودية ممثلة بوِزارة الداخلية ووِزارة الشؤون الإسلامية بالتدخل لإبطال هذه الفتوى.

## قالوا عنه

#### عبد العزيز بن باز
سُئل ابن باز عن الشيخ ربيع بن هادي والشيخ محمد أمان الجامي فقال: «بخصوص صاحبي الفضيلة الشيخ محمد أمان الجامي والشيخ ربيع بن هادي المدخلي، كلاهما من أهل السنة، ومعروفان لدي بالعلم والفضل والعقيدة الصالحة، وقد توفي الدكتور محمد أمان في ليلة الخميس الموافقة سبع وعشرين من شعبان من هذا العام، فأوصي بالاستفادة من كتبهما، نسأل الله أن يوفق الجميع لما يرضيه وأن يغفر للفقيد الشيخ محمد أمان.. إنه هو السميع القريب». وقال: «الشيخ ربيع من خيرة أهل السنّة والجماعة، ومعروف أنّه من أهل السنّة، ومعروف كتاباته ومقالاته».

#### محمد ناصر الدين الألباني
قال الألباني عنه بعد كلامٍ له عن البدع العصرية: «وباختصار أقول: إن حامل راية الجرح والتعديل اليوم في العصر الحاضر وبحق هو أخونا الدكتور ربيع، والذين يردُّون عليه لا يردُّون عليه بعلم أبدًا، والعلم معه. وإن كنت أقول دائمًا وقلت هذا الكلام له هاتفيًا أكثر من مرَّة أنه لو يتلطَّف في أسلوبه يكون أنفعَ للجمهور من الناس، سواء كانوا معه أو عليه. أما من حيث العلم فليس هناك مجال لنقد الرجل إطلاقًا، إلا ما أشرت إليه آنفًا من شيء من الشدَّة في الأسلوب، أما أنه لا يوازن فهذا كلام هزيل جدًّا لا يقوله إلا أحد رجلين: إما رجل جاهل فينبغي أن يتعلم، وإما رجل مُغرض، وهذا لا سبيل لنا عليه إلا أن ندعوَ الله له أن يهديَه سواء الصراط».

#### محمد بن صالح العثيمين
سُئل ابن عثيمين عن الشيخ ربيع فقال: «أما الشيخ ربيع فأنا لا أعلم عنه إلا خيرًا، والرجل صاحب سنَّة وصاحب حديث.» وقال في شريط سُجِّل في عنيزة بعد محاضرة للشيخ ربيع فيها بعنوان الاعتصام بالكتاب والسنَّة: «كنت برفقة الشيخ ربيع في تلك الرحلة، وحضرت هذا اللقاء، إننا نحمد الله سبحانه وتعالى أن يسَّر لأخينا الدكتور ربيع بن هادي المدخلي أن يزورَ هذه المنطقة حتى يعلم من يخفى عليه بعض الأمور، أن أخانا وفقنا الله وإياه على جانب السلفية طريق السلف، ولست أعني بالسلفية أنها حزب قائم يضادُّ غيره من المسلمين، لكني أريد بالسلفية أنه على طريق السلف في منهجه ولا سيَّما في تحقيق التوحيد ومنابذة من يضادُّه، ونحن نعلم جميعًا أن التوحيد هو أصل البعثة التي بعث الله بها رسُله عليهم الصلاة والسلام. زيارة أخينا الشيخ ربيع بن هادي إلى هذه المنطقة وبالأخص إلى بلدنا عنيزة لا شكَّ أنه سيكون له أثر ويتبين لكثير من الناس ما كان خافيًا بواسطة التهويل والترويج وإطلاق العِنان للسان، وما أكثرَ الذين يندمون على ما قالوا في العلماء إذا تبيَّن لهم أنهم على صواب».

#### مقبل بن هادي الوادعي

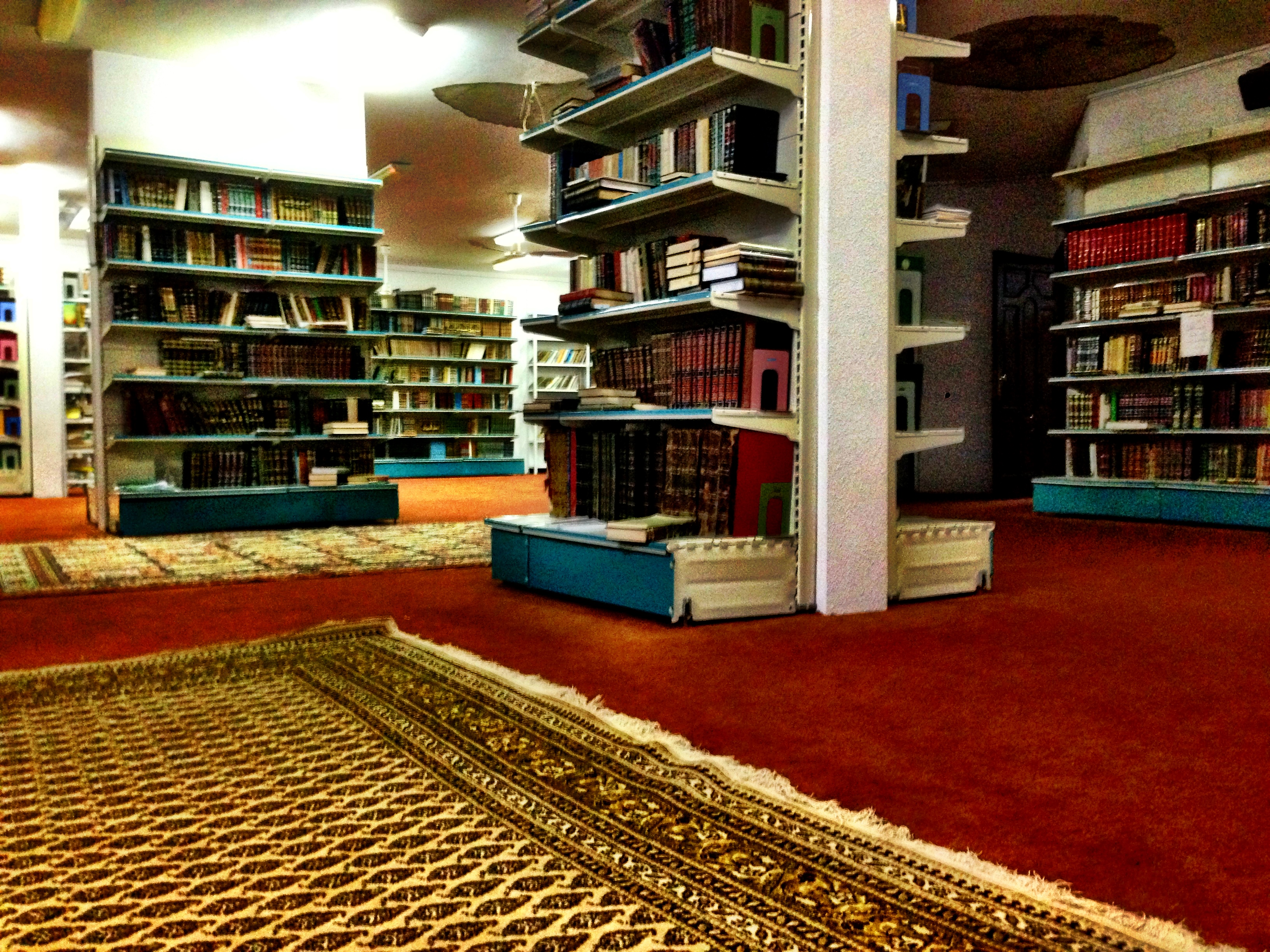
مكتبة ربيع المدخلي

قال الشيخ مقبل عنه: «مِن أبصر الناس بالجماعات وبدَخَن الجماعات في هذا العصر الأخ الشيخ ربيع بن هادي، مَن قال له ربيع بن هادي إنه حزبي فسينكشف لكم بعد أيام أنه حزبي، ستذكرون ذلك، فقط الشخص يكون في بدء أمره متستِّرًا ما يحبُّ أن ينكشف أمره، لكن إذا قوي وأصبح له اتباع، ولا يضرُّه الكلام فيه أظهر ما عنده. فأنا أنصح بقراءة كتبه والاستفادة منها حفظه الله تعالى».

#### ابن جبرين
انتقده الشيخ ابن جبرين قائلًا: «ربيع المدخلي ليس مقبولَ الكلام في الجرح والتعديل؛ فإن له أخطاءً في كتبه تدلُّ على جهله أو تجاهله بما يقول! وله مؤلفات يطعن فيها على الكثير من الدعاة والعلماء المشاهير ومنهم عدنان العرعور الذي هو من علماء أهل السنَّة، ولا نعلم عنه إلا خيرًا، ولا نزكي على الله أحدًا. وقد ذكر أهل العلم أنه لا يجوز قَبول المطاعن من أهل الزمان المتقارب إذا كان بينهما منافسة، كما حصل بين ابن إسحاق ومالك بن أنس، وبين ابن حَجَر والعيني، وبين السَّخاوي والسُّيوطي وأمثالهم، فلا يُقبَل قول بعضهم في بعض، وعلينا أن نسعى في الإصلاح بينهم، والله الموفق، والله أعلم».

#### صالح الفوزان
أثنى عليه الشيخ الفوزان فقال: «من الذين بيَّنوا ونصحوا فضيلة الشيخ الدكتور ربيع بن هادي المدخلي في هذا الكتاب الذي بين أيدينا، وهو بعنوان منهج الأنبياء في الدعوة إلى الله فيه الحكمة والعقل فقد بيَّن -وفقه الله وجزاه خيرًا- منهج الرسُل في الدعوة إلى الله كما جاء في كتاب الله وسنَّة رسوله، وعرض عليه منهج الجماعات المخالفة ليتضح الفرق بين منهج الرسُل وتلك المناهج المختلفة والمخالفة لمنهج الرسل، وناقش تلك المناهج مناقشة علمية منصفة مع التعزيز بالأمثلة والشواهد، فجاء كتابه وافيًا بالمقصود، كافيًا لمَن يريد الحق، وحُجَّة على من عاند وكابر، فنسأل الله أن يثيبَه على عمله، وينفع به وصلَّى الله وسلَّم على نبينا محمد وآله وصحبه».

## وفاته
توفي الشيخ ربيع بن هادي المدخلي في المدينة المنوَّرة، يوم الأربعاء 14 المحرَّم 1447هـ الموافق 9 يوليو (تَمُّوز) 2025م، عن عمر ناهز 95 سنة هجرية، وصُلِّي عليه عقب صلاة فجر يوم الخميس 15 المحرَّم في المسجد النبوي، ودُفن في مقبرة البقيع.
ونعى عددٌ من العلماء والدعاة الشيخَ في وسائل التواصل الاجتماعي.

## وصلات خارجية
- الموقع الرسمي لربيع المدخلي